# 장난감과 로봇 박물관
장난감과 로봇 박물관(스페인어: Museo de Juguetes y Autómatas)은 바르셀로나에서 왼쪽으로 100 km 떨어진 Verdu에 위치한 박물관으로, 천개가 넘는 작품을 보유하였으며, 매우 인상적이고 훌륭한 광경을 가진 건축물 안에 자리잡고 있다. 같은 분야에서 세계적으로 가장 알려지고 뛰어난 박물관들중 하나에 속한다.
Manel Mayoral 전시회는 2004년도에 새롭게 태어났다. 그 작품들을 수용하고 있는 건물은 하나의 옛 집으로 마을의 번화가인 La Plaza Major 안 23번지에 위치해 있으며 이곳은 세 층으로 분류되어 각 층당 2000제곱미터의 넓은 공간으로 구성되어있다. 매력적으로 구성된 이 전시회는 자전거, 테이블 풋볼, 깡통 인형, 자동차 페달, 포스터, 스쿠터, 게임, 로봇 등등 다체로운 주제들로 방문자들에게 즐거움을 선사한다.
이 전시회에서는 방문자들이 수집가들의 추억과 회상을 통한 공상적인 여행, 환상, 인생의 경험 등의 표현들을 만끽할 수 있다. 그 수집품들은 기억들을 연결하는 미묘한 실이며 동시에 이 박물관을 위한 하나의 작품들이기도 하다.
정식 창립 이후 이 박물관에서는 모든 문화적인 실재물 유형을 위한 20개 임시 전람 및 여가의 센터 지대를 제공 해왔다.
Verdu과 박물관으로부터 인도되는 방문은 단체 그룹을 위한 교훈적인 작업장이 제공되고, TV 광고와 사진 보고를 수행하기위한 장비들을 준비하기도 한다. 또한 그 영토의 물품들과 장난감 상점들도 겸비되어 있다.
창립식 후부터 이 박물관은 매년 받는 다수 방문자들과 이미 실행된 활동들의 초월을 위하여 사회, 문화, Catalonia와 Route of the Cister의 관광 현상의 핵심까지 되고 있다.

## 갤러리

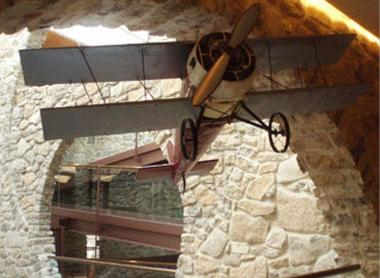
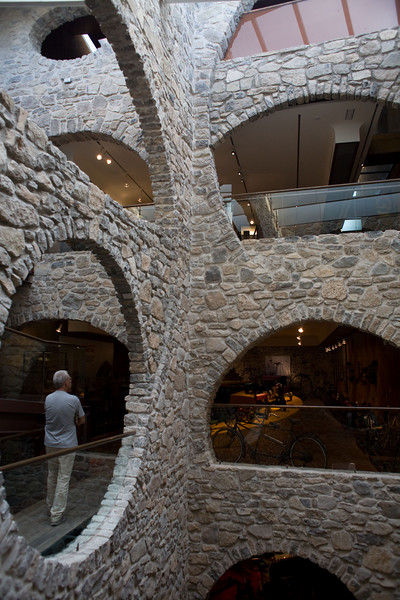